# Andāb-e Qadīm
Andāb-e Qadīm (persiska: انداب قديم) är en ort i Iran.   Den ligger i provinsen Östazarbaijan, i den nordvästra delen av landet, 500 km nordväst om huvudstaden Teheran. Andāb-e Qadīm ligger 1 579 meter över havet och antalet invånare är 282.
Terrängen runt Andāb-e Qadīm är kuperad åt nordost, men åt sydväst är den bergig. Runt Andāb-e Qadīm är det ganska tätbefolkat, med 56 invånare per kvadratkilometer. Närmaste större samhälle är Herīs, 18,7 km sydväst om Andāb-e Qadīm. Trakten runt Andāb-e Qadīm består i huvudsak av gräsmarker.